# Ante Čezo
Ante Čezo je bio vratar RNK Split tijekom 20-ih i 30-ih godina 20. stoljeća. 

## Igračka karijera
Pojavio se još kao mladić na golu nekadašnjeg splitskog nogometnog kluba Uskok. 
Gašenjem Uskoka, Ante Čezo 1922. godine prelazi u redove nekadašnjeg SK Split. Nakon policijske zabrane "Splita", zajedno s ostalim članovima do tada zabranjenih klubova Anarh, Jug, Slavija, Split - prelazi u redove splitskog Borca. Nakon četiri godine djelovanja policija zabranjuje Borca, slijedi Dalmacija, HAŠK, Split. 
 Svojim vrsnim obranama doprinio je velikom uspjehu Splita 1934. godine. Bio je jedan od stupova momčadi koja je te godine izborila nastup u tadašnjoj Nacionalnoj ligi. Na žalost, do tada neviđenim spletkama od strane tadašnjih nogometnih struktura, Splitu je onemogućen nastup u elitnom rangu, pa tako ni Čezo nije zaigrao u Prvoj ligi. 
Karijeru završava 1937. godine. Godine 1926. i 1927. branio je za HŠK Zrinjski iz Mostara (verificiran je za HŠK Zrinjski 22.03.1926. godine).